# Львовское военное слово
«Льво́вское вое́нное сло́во» — ежедневная военная, политическая, общественная и литературная газета Российской империи. Принадлежала военной администрации Галицийского генерал-губернаторства, образованного во время Первой мировой войны на занятых Русской императорской армией территориях Австро-Венгрии. Издавалась с 26 сентября (9 октября) 1914 года по 9 (21) июня 1915 года (всего 197 номеров). Главный редактор — капитан Н. Ф. Наркевич.

## История
В ходе Галицийской битвы русскими войсками 21 августа (4 сентября) 1914 года был взят Львов. Для распространения в занятом регионе «чисто русских начал» 20 сентября (3 октября) 1914 года главнокомандующий армиями Юго-Западного фронта генерал-адъютант Николай Иванов подписал распоряжение о начале издания во Львове официальной газеты русской администрации края с названием «Львовское военное слово». Ответственным редактором газеты был назначен капитан Н. Р. Наркевич:101.
«Львовское военное слово» оценивалось как умеренное и либеральное издание.
Газета выполняла функции военного информационного органа, но одновременно с этим держала в поле своего зрения политическую и общественную жизнь галицких русофилов края и их периодической печати. «Львовское военное слово» на правах официального органа подвергало критике стремления русофилов края добиться получения от русской администрации широкой власти в крае. Главный редактор издания, капитан Наркевич, в частности, писал о русинах на страницах своего издания как о «дезертирах своего народа» и «небольшой крикливой горстке рутенской олигархии».
После возникновения противоречий между русофилами и официальной русской администрацией, под влиянием председателя Русского народного совета Прикарпатской Руси Владимира Дудыкевича газета потеряла доступ к типографии Ставропигийского института и переориентировалась на типографию Айхельберга:239.
В апреле 1915 года в распоряжение газеты была передана типография закрытого властями Научного общества имени Шевченко:102.
Газета была закрыта по причине потери Русской армией территории Львовского генерал-губернаторства и оставления ею Львова 10 (22) июня 1915 года в результате Горлицкого прорыва немецких и австрийских войск. Последний номер вышел за день до оставления города русскими войсками.

## Структура изданий
- 1914 год: № 1 — 83[2]
- 1915 год: № 84 — 197[2].

С № 56 газета перестала называться «ежедневной» на главной странице.
На нерегулярной основе к газете выходило приложение «Телеграммы „Львовского военного слова“».